# Стиллвелл, Джон
Джон Ко́лин Сти́ллвелл (англ. John Colin Stillwell, род. 1942) — австралийский, позднее американский математик. Профессор Университета Сан-Франциско (США) и Университета Монаша (Мельбурн, Австралия). Член Американского математического общества.
Труды в области алгебры, геометрии, топологии, комбинаторной теории групп и её геометрических приложений, истории математики. Несколько научно-популярных книг Стиллвелла получили широкую известность и высокие оценки читателей и критиков.

## Биография
Родился в 1942 году в Мельбурне. В 1970 году посетил США, где защитил диссертацию в Массачусетском технологическом институте
Далее он вернулся в Австралию и до 2001 года преподавал в мельбурнском Университете Монаша. В 2002 году Стиллвелл вновь переехал в США и стал преподавателем университета в Сан-Франциско.
Стиллвелл был приглашённым докладчиком на Международном конгрессе математиков в Цюрихе (1994), где прочитал лекцию под названием «Теория чисел как основная математическая дисциплина».
Из его научно-популярных трудов наибольшую известность получила книга «Математика и её история» (Mathematics and Its History, 1989), аыдержавшая три переиздания и многочисленные переводы. В качестве переводчика он участвовал в издании классических сборников трудов Дедекинда, Пуанкаре, Дирихле и  Дена.

## Награды
В 2005 году Стиллвелл был удостоен престижной «премии Шовене» от Математической ассоциации Америки за свою статью «История 120-ячейника» .
В 2012 году он был принят в члены Американского математического общества.

## Основные труды

### Книги
- Classical Topology and Combinatorial Group Theory, 1980, ISBN 0-387-97970-0
- Mathematics and Its History, 1989, 3rd edition 2010, ISBN 0-387-95336-1
- Geometry of Surfaces, 1992, ISBN 0-387-97743-0
- Elements of Algebra: Geometry, Numbers, Equations, 1994,[12] ISBN 0-387-94290-4
- Numbers and Geometry, 1998, ISBN 0-387-98289-2
- Elements of Number Theory, 2003, ISBN 0-387-95587-9
- The Four Pillars of Geometry, 2005,[13] ISBN 0-387-25530-3
- Yearning for the Impossible: The Surprising Truths of Mathematics, 2006, ISBN 1-56881-254-X[14]
- Naive Lie Theory, 2008, ISBN 0-387-98289-2
- Roads to Infinity, 2010, ISBN 978-1-56881-466-7
- The Real Numbers: An Introduction to Set Theory and Analysis, 2013, ISBN 978-3319015767
- Elements of Mathematics: From Euclid to Godel, 2016, ISBN 978-0691171685
- Reverse Mathematics: Proofs from the Inside Out, 2018, ISBN 978-0691177175

#### Русские переводы
- Стиллвелл Д. Математика и её история. — Москва-Ижевск: Институт компьютерных исследований, 2004. — 530 с.

### Статьи
- Stillwell, John (1982). The word problem and the isomorphism problem for groups. Bulletin of the American Mathematical Society. (N.S.). 6 (1): 33–56. doi:10.1090/s0273-0979-1982-14963-1. MR 0634433.
- Stillwell, John (1983). Efficient computations in groups and simplicial complexes. Transactions of the American Mathematical Society. 276 (2): 715–727. doi:10.1090/s0002-9947-1983-0688973-8. MR 0688973.
- Lenard, Andrew; Stillwell, John (1983). An algorithmically unsolvable problem in analysis. Proceedings of the American Mathematical Society. 88 (1): 129–130. doi:10.1090/s0002-9939-1983-0691292-2. MR 0691292.
- Stillwell, John (1987). The occurrence problem for mapping class groups. Proceedings of the American Mathematical Society. 101 (3): 411–416. doi:10.1090/s0002-9939-1987-0908639-5. MR 0908639.
- Stillwell, John (2012). Poincaré and the early history of 3-manifolds (PDF). Bulletin of the American Mathematical Society. (N.S.). 49 (4): 555–576. doi:10.1090/s0273-0979-2012-01385-x.